# Antônio Pizzonia
Antônio Reginaldo Pizzonia Júnior,  brazilski dirkač Formule 1, * 11. september 1980, Manaus, Brazilija. 
Antônio Pizzonia je upokojeni brazilski dirkač Formule 1. Debitiral je v sezoni 2003, ko je dirkal na prvih enajstih dirkah in ob kar šestih odstopih je kot najboljši rezultat sezone dosegel deveto mesto na dirki za Veliko nagradi Avstrije. V sezoni 2004 je kot nadomestni dirkač nastopil na štirih dirkah in ob enem odstopu dosegel tri sedma mesta na Velikih nagradah Nemčije, Madžarske in Italije. Tudi v naslednji sezoni 2005 je dobil priložnost kot nadomestni dirkač, tokrat na petih dirkah, dosegel pa je eno uvrstitev med dobitnike točk s sedmim mestom na Veliki nagradi Italije. Za tem ni nikoli več dirkal v Formuli 1, je pa v sezoni 2006 občasno sodeloval na dirkah serije Champ Car, v sezoni 2007 pa v seriji GP2.

## Popolni rezultati Formule 1
(legenda) (odebeljene dirke pomenijo najboljši štartni položaj, poševne pa najhitrejši krog, †-uvrščen kljub odstopu)
| Leto | Moštvo                | Šasija        | Motor             | 1       | 2       | 3       | 4      | 5       | 6     | 7       | 8      | 9     | 10     | 11     | 12    | 13    | 14      | 15    | 16     | 17      | 18      | 19     | Prv | Toč |
| ---- | --------------------- | ------------- | ----------------- | ------- | ------- | ------- | ------ | ------- | ----- | ------- | ------ | ----- | ------ | ------ | ----- | ----- | ------- | ----- | ------ | ------- | ------- | ------ | --- | --- |
| 2003 | Jaguar Racing F1 Team | Jaguar R4     | Cosworth V10      | AVS Ret | MAL Ret | BRA Ret | SMR 14 | ŠPA Ret | AVT 9 | MON Ret | KAN 10 | EU 10 | FRA 10 | VB Ret | NEM   | MAD   | ITA     | ZDA   | JAP    |         |         |        | 21. | 0   |
| 2004 | BMW WilliamsF1 Team   | Williams FW26 | BMW P84 3.0 V10   | AVS     | MAL     | BAH     | SMR    | ŠPA     | MON   | EU      | KAN    | ZDA   | FRA    | VB     | NEM 7 | MAD 7 | BEL Ret | ITA 7 | KIT    | JAP     | BRA     |        | 15. | 6   |
| 2005 | BMW WilliamsF1 Team   | Williams FW27 | BMW P84/5 3.0 V10 | AVS     | MAL     | BAH     | SMR    | ŠPA     | MON   | EU      | KAN    | ZDA   | FRA    | VB     | NEM   | MAD   | TUR     | ITA 7 | BEL 15 | BRA Ret | JAP Ret | KIT 13 | 22. | 2   |